# 両神村
両神村（りょうかみむら）は、埼玉県の西部、秩父地方に位置していた秩父郡の村。2005年10月1日に、秩父郡小鹿野町と合併し、新たに小鹿野町となったため消滅した。

## 地理
- 山: 両神山、四阿屋山
- 河川: 薄川、小森川

### 隣接していた自治体
- 秩父市
- 秩父郡
  - 小鹿野町

## 歴史

### 沿革
- 1889年（明治22年）4月1日 - 町村制施行に伴い秩父郡薄村・小森村が合併し、両神村が成立する。
- 2005年（平成17年）10月1日 - 小鹿野町と合併（新設合併）し、新たに小鹿野町となる。

## 行政
歴代村長
- 加藤博康：1951年-1963年
- 山中倉次郎：-1999年
- 千島一朗：1999年-2007年4月29日

## 地域
- 高齢化率：27.4%

### 教育
- 両神村立両神小学校
- 両神村立両神中学校

## 交通

### 道路
- 都道府県道
  - 埼玉県道37号皆野両神荒川線
  - 埼玉県道279号両神小鹿野線
  - 埼玉県道367号薄小森線

### バス
- 両神村営バス（合併後に小鹿野町営バスとなる）。両神村役場・白井差口・三峰口駅・西武秩父駅などへ運行

## 名所・旧跡・観光スポット・祭事・催事
- 国民宿舎(2015年12月に40周年)
- 道の駅両神温泉薬師の湯
- ふるさとまつり（11月3日）
- 両神山
- 福寿草、ニリンソウ、ハナショウブ、ロウバイ、ヤシオツツジ等の花
- 埼玉県山西省友好記念館「神怡舘」
- 両神薄ダリア園

## 関連文献
- 「薄村」『新編武蔵風土記稿』 巻ノ261秩父郡ノ16、内務省地理局、1884年6月。NDLJP:764014/61。
- 「小森村」『新編武蔵風土記稿』 巻ノ261秩父郡ノ16、内務省地理局、1884年6月。NDLJP:764014/66。